# Piper velutinum
Piper velutinum är en pepparväxtart som beskrevs av Carl Sigismund Kunth. Piper velutinum ingår i släktet Piper och familjen pepparväxter. Inga underarter finns listade i Catalogue of Life.